# ECEF

Coordinate ECEF poste in relazione a latitudine e longitudine

ECEF, acronimo di Earth-Centered Earth-Fixed, è un sistema di coordinate cartesiane geocentrico. Il punto (0,0,0) denota il centro della terra (da cui il nome "Earth-Centered") ed il sistema ruota in maniera solidale con la Terra. Il piano X-Y è coincidente con il piano equatoriale con i rispettivi versori che puntano le direzioni di longitudine 0° e 90°; l'asse Z ortogonale a questo piano punta nella direzione del Polo Nord. Le coordinate X,Y,Z sono rappresentate in metri.

## Il GPS e le coordinate ECEF
Le coordinate ECEF sono utilizzate nel sistema di posizionamento GPS, in quanto considerate come il sistema di riferimento terrestre convenzionale. Questo è necessario per poter affrontare matematicamente i problemi relativi al posizionamento e navigazione satellitare, che necessitano di un sistema di riferimento in cui si possano rappresentare sia lo stato del satellite che quello del ricevitore.

## Difetti delle coordinate ECEF
Il sistema di riferimento ECEF non tiene conto dei movimenti reciproci delle placche continentali: per far fronte a ciò in Europa si fa riferimento all'ETRS (European Terrestrial Reference System).